# ダイバージェントNEO
『ダイバージェントNEO』（原題: The Divergent Series: Insurgent）はアメリカ合衆国で製作され、2015年公開のSFアクション映画である。本作は「ダイバージェント・シリーズ」の第2部にあたる。原作はヴェロニカ・ロスの『ダイバージェント2 叛乱者』。監督はロベルト・シュヴェンケ、主演はシェイリーン・ウッドリーとテオ・ジェームズが務める。

## あらすじ
トリスは叛乱を起こすべく、味方を探してフォーと共に駆け回っていた。しかし、2人は博学を司る「エリュアダイト」の指導者、ジェニーンに捕えられてしまう。2人は無欲を司る「アブネゲーション」が自分たちの生活を犠牲にしてまで何を守っているのか、また、なぜ「エリュアダイト」の指導者は「アブゲネーション」の行動に対して何もしないのか、ということを解明しようとする。それは時間との戦いでもあった。トリスは自分の過去の選択を悔いる一方、自分が愛する人々を守るために手段を選ばなくなっていく。やがて、トリスは過去にまつわるある秘密、自分が生きる世界の未来をも揺るがすような真実に行き当たる。

## キャスト
※括弧内は日本語吹替
- ベアトリス・“トリス”・プライアー - シェイリーン・ウッドリー（坂本真綾）
- トビアス・“フォー”・イートン - テオ・ジェームズ（鈴木達央）
- ジョアンナ・レイズ - オクタヴィア・スペンサー（高山みなみ）
- エリック - ジェイ・コートニー（高瀬右光）
- マーカス・イートン - レイ・スティーヴンソン（菅生隆之）
- クリスティーナ - ゾーイ・クラヴィッツ（志田有彩）
- ピーター・ヘイズ - マイルズ・テラー（後藤ヒロキ）
- ケイレブ・プライアー - アンセル・エルゴート（細谷佳正）
- トーリ・ウー - マギー・Q（加藤有生子）
- イブリン・ジョンソン＝イートン - ナオミ・ワッツ（三石琴乃）
- ジェニーン・マシューズ - ケイト・ウィンスレット（田中敦子）
- マックス - メキ・ファイファー（山本格）
- ジャック・カン - ダニエル・デイ・キム
- ユリア・ペッドラド - キーナン・ロンズデール（英語版）
- ナタリー・プライアー - アシュレイ・ジャッド（山像かおり）
- アンドリュー・プライアー - トニー・ゴールドウィン
- マーレーン - スキ・ウォーターハウス
- エディス・プライアー - ジャネット・マクティア
- リン - ローサ・サラザール
- ヘクター - エムジェイ・アンソニー
- エドガー - ジョニー・ウェストン（英語版）

## 製作

### プリ・プロダクション
2013年12月、サミット・エンターテインメントは『ダイバージェント2 叛乱者』を映画化して2015年3月20日に公開すると発表した。脚色はブライアン・ダフィールドが担当することになった。同年12月16日、『ダイバージェント』を監督したニール・バーガーは、『ダイバージェント』のポスト・プロダクション作業中のため、本作のメガホンを取ることができないと報道された。2014年2月13日、ロベルト・シュヴェンケが本作の監督に決まったと報じられた。また、ダフィールドの脚本を修正するために、アキヴァ・ゴールズマンが雇われた。

### キャスティング
2014年3月までには、シェイリーン・ウッドリー、テオ・ジェームズ、ジェイ・コートニー、アンセル・エルゴート、ケイト・ウィンスレットら前作の主要キャストの続投が決定した。また、前作で死亡したナタリー・プライアーを演じたアシュレイ・ジャッドも回想シーンに出演することが決まった。
2014年5月12日、オクタヴィア・スペンサーが平和を司る「アミティ」の代表者、ジョアンナ・レイズを演じると報じられた。また、スーキー・ウォーターハウスとジョニー・ウェストンの出演も決まった。同年6月、ナオミ・ワッツとダニエル・デイ・キムの出演が報じられた。7月9日、ローサ・サラザールがリンを演じることが決まった。11日、エムジェイ・アンソニーがヘクターを演じると報道じられた。

### 撮影
撮影は2014年5月27日にアトランタで始まり、同年9月6日に終了した。撮影はアトランタの国立刑務所で行われた。「アミティ」の共同体でのシーンを撮影するために、アトランタ南部のセレンベ郡にセットが組まれた。6月11日から24日にかけて、アトランタの中心街にあるピーチツリー・ストリートで撮影が行われた。ジップラインを使用したシーンをとるために、ピーチツリー・センターの屋上にセットが組まれた。6月27日、アトランタのアーカイヴ・ビルディングで撮影が行われた。7月12日、13日にはシカゴに移動し、ウォール・ストリート、フランクリン・ストリート、アダムス・ストリートなどで撮影が行われた。また、シカゴ・ループでは、ヘリコプターを使用した撮影が行われた。なお、アシュレイ・ジャッドが出演した回想シーンは2014年6月の下旬に撮影された。
8月下旬から9月上旬にかけて、撮影クルーは再びアトランタに戻って撮影を続けた。8月28日、29日、そして、9月2日から6日にかけての間、アトランタのアーカイヴ・ビルディングで追加撮影が行われた。9月3日には、ジョージア州フルトン郡で電車でのシーンなどが撮影された。12月17日から21日にかけて、アトランタでの追加撮影が再び行われた。

### 音楽
2014年11月、ジョセフ・トラパニーズが本作の楽曲を作曲すると報じられた。本作のサウンドトラックは2015年3月17日に発売される予定である。『ダイバージェント』の楽曲に比べて、暗く情熱的な楽曲になっている。
2015年3月2日には、サウンドトラックに収録されている『Holes In the Sky』がシングルカットされて発売された。

## 公開

### マーケティング
2014年10月22日、公式のインスタグラムのページが立ち上がった。同年10月28日、主要キャラクターの３Dインタラクティヴ・ポスターがさまざまなメディアを介して公開された。それと同時に、本作がデジタル3D、リアルD3D、デジタルHDの3形式で劇場公開されることが発表された。
2014年11月12日、「ダイバージェント・シリーズ」の公式YouTubeアカウントが本作のティーザー・トレーラーを公開した。予告編のロングバージョンは2014年12月12日に公開された。トレイラーの最終版は2015年2月24日に公開された。

## 興行収入

### 北米
2015年3月19日木曜日のレイトショーにおいて410万ドルを稼ぎ出したが、この数字は前作『ダイバージェント』の記録（490万ドル）を下回るものである。翌20日には全米3875館で公開され、2130万ドルを稼ぎ出した。最終的には公開初週末に5400万ドルを稼ぎ出し、週末興行収入ランキング初登場1位となった。なお、この数字は『ダイバージェント』が記録した数字（5460万ドル）とほぼ同じである。
公開第2週には2210万ドルを稼ぎ出し、週末興行収入ランキング3位となった。

## 評価
本作に対する批評家の評価は今一つであるが、主要キャストの演技に関しては肯定的に評価されている。映画批評集積サイトのRotten Tomatoesには147件のレビューがあり、批評家支持率は31%、平均点は10点満点で5.1点となっている。サイト側による批評家の意見の要約は「シェイリーン・ウッドリーは全力を出している。しかし、『ダイバージェントNEO』はディストピアを舞台としたヤングアダルト映画の作品群との違いを出そうと苦慮している「ダイバージェント・シリーズ」にとって大きな後退となる作品だ。」となっている。また、Metacriticには40件のレビューがあり、加重平均値は42/100となっている。なお、本作のCinemaScoreはA－となっている。
New England Movies Weeklyのダニエル・キンメルは「ウッドリーは他の出演作品で見せてくれるようなしっかりとした演技を『インサージェント』でも披露している。注目し続けるべき女優だ。」と述べている。
USAトゥデイのクローディア・プイグは「『インサージェント』は全体のまとまりに欠けており、緊張感と興奮も足りない。」と評している。

## 続編
2014年4月11日、サミット・エンターテインメントは「ダイバージェント・シリーズ」の最終作『ダイバージェント3 忠誠者』を前後編に分けて公開すると発表した。前編である『ダイバージェントFINAL』は2016年3月18日に公開された。後編は2017年3月24日に公開される予定であった。12月5日、ロベルト・シュヴェンケが本作に引き続いて、第3作前編を監督することが決まった。